# Monte Ruzza
Il monte Ruzza è una montagna del massiccio del Gran Sasso d'Italia, posta nella parte meridionale lungo il versante occidentale aquilano, poco più a sud di Montecristo. Contrariamente alle altre cime del gruppo del Gran Sasso, dalle quali è separato dall'altopiano di Campo Imperatore, è arrotondato e presenta pendii non rocciosi, superando di poco i 1600 metri di quota.
Immerso in un paesaggio di steppe, lo si nota molto facilmente, assieme al suo rimboschimento di pini che contrasta con il paesaggio attorno e alla presenza di alcuni calanchi, dalla strada che va da Fonte Cerreto (sopra Assergi), da dove parte la funivia del Gran Sasso, fino all'albergo di Campo Imperatore, dove si trova la stazione di arrivo, poco prima di giungere nei pressi della Fossa di Paganica dopo aver superato Montecristo.